# 恰卡 (保加利亞)
恰卡（？—1300年），成吉思汗長子朮赤的玄孫，金帳汗國萬戶長那海的兒子，曾在1299年－1300年成為保加利亞第二帝國的沙皇。
在1285年他與保加利亞沙皇，庫曼人特爾特一世的女兒伊蓮娜結婚。在1290年代後期他支持父親反對脫脫汗，但那海於1299年被殺害。
在父親被殺後，他帶領支持者進入保加利亞，恐嚇攝政伊凡二世逃離首都，並在特爾諾沃實施自己的統治。
一年後，脫脫與原保加利亞國王托多·斯維托斯拉夫圍攻特爾諾沃，並在此斬了他，把首級交給脫脫。
他有一個妃子生的兒子卡拉·庫楚克，也是諾蓋汗國始祖之一。